# Emilia Rensi
Emília Rensi (1901- 23 d'abril de 1990) va ser una filòsofa, lliurepensadora, escriptora i professora italiana. Va escriure per a revistes anarquistes i progressistes, com La Chiosa de Flavia Steno, Volontà (anys 60), Umanità Nova (anys 60) i Sicília Llibertària de Franco Leggio (anys 80).
A finals dels anys seixanta va publicar llibres sobre temes socials, culturals i ètics.

## Joventut
Emília Rensi va néixer a Bellinzona, Tesino, Suïssa. El seu pare va ser el filòsof italià Giuseppe Rensi (1871-1941) i la seva mare l'escriptora i pedagoga Lauretta Perucchi (1873-1966).
Durant el conflicte social derivat de la unificació d'Itàlia, el seu pare va haver-se d'exiliar a Suïssa. Ella i la seva germana van néixer a Suïssa durant aquell període. 1908, tota la família va tornar a Itàlia, on van viure en diverses ciutats abans d'establir-se a Gènova.

## Trajectòria i política
Emília Rensi va treballar com a professora en el Liceu Colombo de Gènova. També va treballar a la Biblioteca de la Universitat de Gènova, on va passar la major part de la seva vida adulta.
Les seves idees socialistes es van manifestar tant en el pla polític com en l'acadèmic. Aquest fet els va col·locar en una situació perillosa durant les dècades de 1920 i 1930, a mesura que creixia la popularitat del règim feixista de dretes de Benito Mussolini.
En 1930, dels seus pares, Giuseppe i Lauretta, van ser detinguts i empresonats com a càstig per celebrar reunions polítiques d'esquerres a casa seva.
En les publicacions tant d'Emília com del seu pare, s'hi detecta una actitud antireligiosa i atea. Pensaven que l'educació dels nens a l'escola havia de ser totalment laica, i que els valors morals podien ensenyar-se sense necessitat d'un component religiós.
En 1964, Emilia va donar a la Universitat Estatal de Milà un ampli arxiu de llibres, cartes i altres documents del seu pare, mort en 1941, durant la Segona Guerra Mundial. Fins a 1969, tres anys després de la mort de la seva mare, els llibres d'Emília no van començar a aparèixer fins a 1969, A partir d'aleshores, les seves publicacions van anar apareixent amb regularitat, fins a la seva mort; algunes de manera pòstuma. Molts dels seus llibres i articles van ser publicats per la Fiaccola (La Torxa), fundada en 1960 per l'activista polític d'esquerres Franco Leggio, i amb seu en Ragusa, Sicília.

## Publicacions
- Chiose laiche [Comentaris seculars], Ragusa: La Fiaccola, 1969.[11]
- Di contestazione in contestazione [De disputa en disputa], Ragusa, Sicília: La Fiaccola, 1971.[12]
- Atei dell'alba [Ateus del començar el dia], Ragusa: La Fiaccola, 1973.[13]
- Dalla part degli indifesi [Del costat dels indefensos], Ragusa: La Fiaccola, 1975.[14]
- Il riscatto della persona umana {La redempció de la persona humana], Catània: Edigraf, 1976.[15]
- L'azzardo della riflessione [L'aposta de la reflexió], Ragusa: La Fiaccola, 1976.[16]
- Umanità e sofferenza en Jean Rostand: col·loqui [Humanitat i sofriment en Jean Rostand : entrevista], Ragusa: La Fiaccola, 1981.[17]
- Scuola e allibero pensiero [Escola i lliure pensament], Ragusa: Ipazia, 1984.[18]
- Un uomo, una vicenda: il problema morale nell' antifascismo e nella resistenza [Un home, una història: el problema moral en el antifascismo i la resistència], Ragusa, 1986.[19]
- Testimonianze inattuali [Testimoniatges obsolets], Ragusa: La Fiaccola, 1987.[20]
- Frammenti di vita vissuta: i Il "prezzo" della vita: considerazioni e riflessioni contro la guerra i il militarisme [Fragments de la vida viscuda: i el "preu" de la vida: consideracions i reflexions contra la guerra i el militarisme], Ragusa: Nuova Ipazia, 1991.[21]
- Recensioni come testimonianza: la collaborazione a "Sicília llibertària": settembre/ottobre 1984-settembre 1990; Dalla part degli indifesi [Ressenyes com a testimoniatge: la col·laboració amb "Sicília llibertària": setembre/octubre de 1984-setembre de 1990; Del costat dels indefensos], Ragusa: Franco Leggio, 1991.[4]
- Angoscia di vivere [Angoixa de viure], Imola, Bolonya: Editrice La Mandragora, 1998.[22]

### Publicacions conjuntes
- Camillo Berneri i Emilia Rensi, Il cristianesimo i il lavoro: studio inedito 1932 [Cristianisme i Treball: un estudi inèdit 1932], Gènova: Edizioni RL, 1965.[23]
- Augusto Agabiti, Emilia Rensi i Julian Sorrell Huxley, Ipazia: la prima martire della libertà di pensiero [ Hypatia : the First Martyr of Freedom of Thought], Ragusa: Ipazia, 1979.[24]
- Emília Rensi i Alberto D'Elia, Crist-Colombo: e ... l'inizio della tratta degli schiavi [ Cristóbal Colón : i . . . El començament del tràfic d'esclaus ], Ragusa: Nova Ipazia, 1992.[25]
- Giuseppe Rensi i Emília Rensi, La religione nella scuola [La religió a l'escola], Ragusa: Fiaccola, 2000.[8]